# The Ventures
A The Ventures (korábbi nevén: The Versatones, The New Ventures) egy amerikai instrumentális gitárzenekar, amelyet Don Wilson és Bob Bogle alapítottak 1958-ban a washingtoni Tacomában. Az évek során számos daluk került fel mind az amerikai, mind pedig a különféle európai slágerlistákra. 
Az egyik legismertebb ezek közül – mellyel egyébiránt 1960-ban az amerikai slágerlista (Billboard) második helyéig jutottak – egy eredetileg Johnny Smith dal, a Walk Don't Run feldolgozása volt.
Ugyanezen dal újrafeldolgozásával 1964-ben a 8. helyet tudhatták a magukénak. Legnagyobb sikereiket az 1960-as években érték el, különösen népszerűnek számítottak – és számítanak mind a mai napig – Japánban, ahol a lemezeladási statisztikák adatai szerint 2:1 arányban megelőzték a Beatles-t is(!). Népszerűségüket mi sem támasztja alá jobban mint, hogy számos emlékzenekar (pl. amilyen a magyar The Shades is) alakult a hatásukra, továbbá mind a mai napig aktívan turnéznak, lemezeladásaik pedig világszerte meghaladják a 110 milliós példányszámot. 2008. március 10-én a zenekart beválasztották a Rock and Roll Hall of Fame-be.

## Történet (1958-tól az első sikerekig)
A zenekart alapító Bob Bogle és Don Wilson egy használtautó-kereskedésben találkoztak először, amelyet Wilson édesapja üzemeltetett és ahol Bogle éppen gépkocsit készült vásárolni. Mindez 1958-ban történt. A két fiatalember gyorsan felfedezte, hogy mindkettőjük egyik kedvenc időtöltése a gitározás. Kezdetben The Versatones néven léptek fel különböző helyi bárokban, sörözőkben valamint privát rendezvényeken és night clubokban duóként. Wilson ritmusgitározott, míg Bogle játszotta a szólókat.
Az éjszakai zenélések mellett a két alapító tag nappal kőművesként dolgozott.
Egy éjszakai szórakozóhelyen azután találkoztak Nokie Edwards-val, aki mint basszusgitáros csatlakozott hozzájuk.
Bogle-nak volt egy Chat Atkins lemeze, amelyről ismerte a Walk Don't Run című dalt. Az eredetileg dzsesszes hangzású felvételt leegyszerűsítve, mégis újszerű kísérettel átdolgozták, majd a zenekar ezt követően stúdióba vonult és immáron a dobos Skip Moore-val kiegészülve új értelmezésben játszották fel a dalt, majd az így elkészült felvételt számos kiadónak elküldték.
A kiadókat azonban nem érdekelte a felvétel. Megoldásként Wilson édesanyja saját kiadót alapított, hogy promotálja a hanganyagot. Egy lemezlovas, bizonyos Pat O' Day is megkapta a lemezt, melynek meghallgatása után úgy döntött, hogy az órás hírek előtt lejátssza a dalt. Nem sokkal ezután számtalan hallgatói kérés érkezett hozzá az új számmal kapcsolatban.
A rádióadást hallgatta Bob Reisdorf is, aki akkoriban a Dolton hanglemezkiadó tulajdonosa volt és úgy döntött, hogy szerződteti a Venturest. Néhány hónapon belül a kislemez a Billboard hot 100 listáján már a második helyen volt. 1960 szeptemberére pedig a "Walk Don't Run" már országos siker.
A lemez sikerei ellenére azonban ekkor még nem volt állandó dobosuk, így szerződtették Howie Johnsont, aki 1960-tól 1962-ig töltötte be ezt a posztot. Az immáron négytagú csapat igyekezett meglovagolni az első lemez sikereit, három további lemezt készítve.
1962-ben Nokie Edwards javaslatot tett, hogy szólógitáros poszton cseréljenek szerepet Bogle-val. Bogle belement és nagyon gyorsan megtanulta repertoárjuk összes dalának basszus szólamait, míg Edwards ugyanezt tette szólógitáron.

## A klasszikus felállás ('60-as évek)
Ugyanebben az évben (1962) a dobos Johnson egy autóbalesetben olyan súlyosan megsérült, hogy orvosai tanácsára elhagyta a zenekart. Az új dobos néhány sessiont követően  – az agresszív játékáról ismert – Mel Taylor lett akit a két alapító tag már korábbról ismert. Az így kialakult "négyes" számos rajongó véleménye szerint ekkor érte el legnagyobb sikereit.

## Későbbi évek (1968-tól 2008-ig)
A klasszikus felállás egészen 1968-ig tartott, amikor Edwards kilépett a zenekarból. Helyére Gerry McGee érkezett és 1973-ig – Edwards visszatéréséig – velük is maradt. 1984-ben azután Nokie Edwards ismét elhagyta a zenekart (és ismét McGee érkezett helyette a szólógitáros posztra). 1988-ban elhunyt a zenekar eredeti (valójában második) dobosa Howie Johnson, majd 1996-ban Mel Taylor is követte őt az Égi Zenekarba. Helyét a dobok mögött fia – Leon Taylor – vette át.

## Gitárok
Az 1960-as években, a zenekar kezdeti időszakában a tagok többnyire alapvetően Fender hangszereket (Jazzmaster; Jazz Bass; Stratocaster) használtak. 1963-ban a zenekarnak egy kaliforniai gitárkészítő, a Mosrite egy egyedi tervezésű hangszer "családot" készített "The Ventures Model Mosrite" névvel. Ezen gitárokat a nagyközönség az 1963-as Ventures In Space albumon hallhatta először. Az 1990-es években a Fender cég is fantáziát látott egy egy un. "signature" széria elkészítésében, így "Ventures Signature Series" néven limitált példányszámban piacra dobtak Jazzmaster, Stratocaster, illetve Jazz Bass hangszereket.

## A Ventures öröksége
A Ventures zenéje a hanglemezeken kívül számos film aláfestő zenéjeként, betétdalaként is hallható. Íme ezek közül néhány a teljesség igénye nélkül:
- Surf Rider (dalszerző: Nokie Edwards – film: Ponyvaregény (Pulp Fiction);
- Hawaii Five-O (dalszerző: Morton Stevens – film: Hawaii Five-O);
- Walk Don’t Run (dalszerző: Johnny Smith – film: American Pie)

Mindezek mellett a Ventures volt az első zenekar, amely ugyanazon dallal kétszer is fölkerült a Billboard top 10-es listájára (Walk Don’t Run 1960, illetve 1964). Habár az együttes nem tartja magát ún. szörf zenekarnak, mégis az említett stílus úttörőinek tekinthetőek. Stúdió technikai szempontból is számos dologban voltak elsők. Ide tartozik példának okáért a 12 húros gitár (Edwards az elsők között használt ilyesmit stúdiófelvételeken), vagy a különféle effektek (Fuzz torzítós pedál) használata. De megemlíthetnénk az un. „visszafelé játszott felvétel” technikáját is stúdiómunkáikban (pl: Ventures In Space, 1964) amelyeket később olyan zenekarok is folytattak illetve tökéletesítettek mint a Beatles vagy a The Who.

## Diszkográfia
- A The Ventures diszkográfiája

## Külső hivatkozások
- A The Ventures hivatalos honlapja
- Nokie Edwards hivatalos honlapja Archiválva 2018. február 23-i dátummal a Wayback Machine-ben
- Rajongói oldal
- A The Ventures A Rock and Roll Hall of Fame-ben

## Hasonló stílust játszó, illetve emlékzenekarok linkjei
- A The Shadows zenekar honlapja
- A The Spotnicks zenekar honlapja
- A The Surfaris zenekar honlapja
- A The Lively Ones zenekar honlapja
- A The Shades (magyar Shadows, Spotnicks, Ventures emlék) zenekar honlapja
- Vienna Shadows bécsi (Shadows) emlékzenekar honlapja[halott link]
- A Live Guitar Project honlapja